# Deutscher Terminologietag
Der Deutsche Terminologie-Tag e.V. (kurz DTT) ist ein deutscher Berufs- und Interessenverband für Terminologie. Der DTT wurde 1987 gegründet und hat seinen Sitz in Köln.
Zweck ist es, Wege zu verbesserter Fachkommunikation durch Terminologiearbeit aufzuzeigen. Er versteht sich als Forum zur Behandlung terminologischer Belange und unterstützt Einzelpersonen, Firmen und staatliche Stellen im In- und Ausland im Bereich der Terminologie durch Beratung und Koordination. So arbeitet der DTT u. a. mit anderen auf dem Gebiet der Terminologie tätigen Institutionen und Verbänden zusammen wie etwa dem Rat für Deutschsprachige Terminologie (RaDT), Infoterm, TermNet, tekom, BDÜ oder der European Association for Terminology (EAFT).
Aus einer Expertengruppe innerhalb des Vereins ist das Deutsche Institut für Terminologie e.V. hervorgegangen, in dem sich  Vertreter aus Praxis und Lehre zusammenfinden. Es fungiert u. a. als Fachbeirat des DTT und berät zusammen mit dem DTT bei terminologischen Fragen.
In zweijährigen Abständen veranstaltet der Verein Symposien zu terminologischen Fragestellungen und aktuellen Themen der Terminologiearbeit. Außerdem führt der DTT Fortbildungsveranstaltungen durch und gibt regelmäßig Fachpublikationen heraus, darunter die Tagungsbände zu den o. a. Symposien, die Terminologiefachzeitschrift edition und einen Best-Practice-Leitfaden.